# S-25 (foguete)
O KB Tochmash/Nudelman S-25 é uma série de foguetes para aeronaves de largo calibre (cerca de 400kg), podendo possuir rastreamento termal e a laser.
A versão básica do foguete S-25 foi desenvolvida para auto estabilidade no ar, rodando em seu próprio eixo em torno de 600 RPM, utilizando pequenos estabilizadores na cauda. Pode possuir até 150kg de material penetrante na ogiva. 
Já as versões guiadas, há uma rastreador acoplado no nariz da fuselagem do foguete, sendo separado da rotação decorrente do disparo da arma. Possui duas versões desse tipo, S-25L e S-25LD, ambos com o sistema semi ativo de busca laser KBT 24N1, que é usado em várias outras armas de matriz russa. Ponto positivo concerne que tal sistema pode ser utilizado em uma versão com busca por sistema de tv.  

## Plataformas de lançamento
- Sukhoi Su-17
- Sukhoi Su-24
- Sukhoi Su-25
- Sukhoi Su-27
- Sukhoi Su-30
- Sukhoi Su-33
- Sukhoi Su-34
- Sukhoi Su-35
- Sukhoi Su-37